# Peter Eriksson (cavalier)
Pour les articles homonymes, voir Eriksson et Peter Eriksson.
Peter Eriksson, né le 6 octobre 1959 à Strövelstorp est un cavalier de saut d'obstacles suédois.

## Palmarès mondial
- 2001 : médaille d'argent par équipe aux championnats d'Europe de Arnhem aux Pays-Bas avec Cardento.
- 2002 : médaille d'argent par équipe et 4e en individuel aux Jeux équestres mondiaux de Jerez de la Frontera en Espagne avec Cardento.
- 2004 : médaille d'argent par équipe aux Jeux Olympiques d'Athènes avec Cardento.